# Amanda Jones
Amanda Jones, född 1835, död 1914, var en amerikansk uppfinnare.
Hon är känd som uppfinnaren av en hermetisering kallad Jones Process. 
Hon bildade Founding of Women's Canning and Preserving Company år 1890, det första företaget i USA med endast kvinnliga anställda. 